# Spectre Designs
Spectre Designs war ein britischer Hersteller von Automobilen.

## Unternehmensgeschichte
Das Unternehmen aus Bristol stellte ursprünglich Rennwagen her. 1994 begann die Produktion von Automobilen und Kits. Der Markenname lautete Spectre. Im gleichen Jahr endete die Produktion. Insgesamt entstanden etwa zwei Exemplare.

## Fahrzeuge
Im Angebot stand nur ein Modell. Dies war ein Fahrzeug, das speziell für Trials geeignet war. Der Entwurf geht auf ein Modell von 1961 zurück.